# Allison Beveridge
Allison Beveridge, född den 1 juni 1993 i Calgary, är en kanadensisk tävlingscyklist.
Hon tog OS-brons i lagförföljelse i samband med de olympiska tävlingarna i cykelsport 2016 i Rio de Janeiro..